# Simonestus
Simonestus is een geslacht van spinnen uit de familie loopspinnen (Corinnidae).

## Soorten
- Simonestus occidentalis (Schenkel, 1953)
- Simonestus pseudobulbulus (Caporiacco, 1938)
- Simonestus robustus (Chickering, 1937)
- Simonestus semiluna (F.O. P.-Cambridge, 1899)
- Simonestus separatus (Schmidt, 1971)
- Simonestus validus (Simon, 1898)